# 斯塔里布勞沃
斯塔里布勞沃（波蘭語：Stary Browar）是位於波蘭城市波茲南的一個商業設施，修建於2003年11月。斯塔里布勞沃內有購物中心等設施，已稱為波茲南的地標建築。

## 外部連結
- Official website (in Polish)
- Official website in English （页面存档备份，存于）

52°24′07″N 16°55′41″E / 52.402°N 16.928°E